# Horst Sannemüller
Horst Sannemüller (* 25. März 1918 in Heiligenstadt/Eichsfeld; † 12. September 2001 in Hannover) war ein deutscher Violinist und Konzertmeister.

## Leben
Sannemüller wuchs in Stralsund auf. Nach dem Abitur studierte er bis 1937 Violine bei Max Strub an der Musikhochschule in Berlin. Im Zweiten Weltkrieg wurde er zum Reichsarbeitsdienst und zur Wehrmacht eingezogen. Zudem studierte er bei Wilhelm Stross (München), Jacques Thibaud und Gabriel Bouillon (Paris). Bis 1946 verblieb er in Kriegsgefangenschaft in Belgien.
Nach Aufenthalten in Hamburg und Leipzig wurde er 1948 Mitglied des Gewandhausorchesters und später dessen Konzertmeister. Er war zudem Mitglied im Gewandhaus-Quartett und Gründer des Leipziger Kammerorchesters. Außerdem wirkte er als Dozent an den Musikhochschulen in Weimar und Leipzig.
Sein Bruder ist der Musikwissenschaftler Gerd Sannemüller, von dem er oft am Klavier begleitet wurde. Er war u. a. mit der Sängerin Philine Fischer verheiratet. Seine Kinder sind ebenfalls Musiker, so spielt der Bratschist Matthias Sannemüller im MDR-Sinfonieorchester.